# Кућа Драгољуба Гошића
Кућа Драгољуба Гошића се налази у Београду, на територији градске општине Савски венац. Подигнута је 1928. године и представља непокретно културно добро као споменик културе.
Кућа Драгољуба Гошића саграђена је по пројекту Војислава Костића, као приземни објекат. Године 1933. извршена је преправка приземља, док је постојећа мансарда претворена у спрат, вероватно по пројекту чешког архитекте Јана Дубовог, једног од утемељивача српског модернизма. Зграда је подигнута на приватном имању Драгољуба Гошића, позоришног уметника. Значај куће проистиче из чињенице да је у њој живео Драгољуб Гошић (1882–1948), глумац и редитељ, значајна појава у развоју позоришне уметности првих пет деценија 20. века код нас.